# Volkswagen Polo
Volkswagen Polo je serija vozil proizvajalca Volkswagen. Prodaja se po mnogih Evropskih državah ter drugih trgih po svetu. Ločimo med različnimi tipi Volkswagen Polota: limuzina, karavan, coupe in kabriolet.

## Zgodovina
Do leta 2017 so izdelali pet različnih generacij Volkswagen Pola. Po navadi jih ločimo po serijah ali številki modela.
Serije z manjšimi popravki serijske proizvodnje tako imenovane »vmesne« so bile označene z dodatno črko F (npr. Volkswagen Polo Serija IIF). Takšne serije so nekateri mediji in ljubitelji Volkswagen Polota smatrali kot ločene serije in jih označevali z neuradnimi znamkami. Vsaka serija Volkswagen Pola je tudi ločena z dve ali tri mestno identifikacijsko številko. Uradno VW Pola zgodovina opisuje modele od I do modela IV z uporabo rimskih ali arabskih števk. Vmesne serije so označili s »Faza II« modela.
Karoserija se je z zgodovino spreminjala. Originalno kot kombilimuzina z navdihom od Audija 50. V salonih se je najprej pojavil model s tristopenjskim menjalnikom.

### Zmogljivejše različice in motošport
Volkswagen je svoje mesto v visoko zmogljivem razredu utrdil z Golf GTI leta 1975 in tudi proizvedel veliko visoko zmogljivih različic Polota. Prvi takšen je bil Polo GT različica serije 1F.
Serije II in IIF sta bili na voljo kot turbinska G40 modela. GT G40 je poganjal 1,3-litrski, 85-kilovatni motor (115 konjskih moči), ki je dosegel 100 km/h v 8,1 s iz mirovanja. Dosegel je končno hitrost 196 km/h. Volkswagen ga je uporabil za mnogo svetovnih tekmovanj v vzdržljivosti, eden izmed teh je 1,3-litrska 24-urna hitrostna vzdržljivost na 5000 km.
Najhitrejša različica serije III na Britanskem tržišču je bila 16-ventilska različica imenovana 100PS. Imela je 74 kilovatnih moči (99 konjskih moči). Različica 120PS (88 kilovatnih moči) Polo GTI model je obstajala kot omejena serija naprodaj samo v Nemčiji. To je bila prva različica, kjer je volkswagen uporabil kratico GTI na Polu. GTI različica serije IIIF je bila 1,6-litrska različica z 125 konjskimi močmi (92 kilovatnih moči).
Leta 2004 je Volkswagen Individual (veja Volkswagna) izdelala omejeno število (Polo serija IV) Club Sport različica z 1,8-litrskim motorjem, ki je imel 180 konjskih moči (132 kilovatnih moči). Kupiti ga je bilo moč samo v Nemčiji in celotna različica je bila izdelana samo enkrat kot Polo Cup Racer. Različica Club Sport je imela serijsko vgrajeno varnostno kletko in športne sedeže.
Različico GTI Polota serije IVF so izdelali leta 2006. Bila je zelo podobna konceptnemu vozilu Golf GTI z 20-ventilnim, 1,8-litrskim turbinskim motorjem (150 konjskih moči). Od 0 do 100km/h je dosegel v 8,2 s in je imel končno hitrost 216 km/h.
Volkswagen Individualovi inženirji so izdelali še hitrejšo različico Polota imenovano Polo GTI Cup Edition. Z 1,8-litrskim turbinskim motorjem, ki je imela 180 konjskih moči (130 kilovatnih moči),in je dosegla 0–100 km/h v 7,5 s in naj bi imela končno hitrost 225 km/h.
Volkswagen Racing v južni Afriki se je zanašal na štiri kolesni pogon Polota serije IVF, ki je imel iste komponente kot sestrski World Rally Championship(WRC) Škoda Fabia z 2,0-litrskim motorjem, ki je proizvedel 191 kilovatnih moči (260 konjskih moči).
S serijo Polo IV so pri v Volkswagnu vstopili v Junior World Rally Championship (JWRC).
Bilo je veliko posebnih serij Polota, ki so se začele z različicami G40 Cup Polota serije II in IIF G40. Deutsche Tourenwagen Masters trenutno podpira Polo Cup championship za Polo avtomobile s 105 konjskimi močmi.

## Sorodni modeli
Prva verzija Pola je bil učinkovito predelana različica Audija 50 in je bila dana v proizvodnjo leta 1975. Audija 50 so prenehali proizvajati leta 1978 in so se posvetili proizvodnji večjih prestižnih modelov. Različici Pola serije I in II sta bili samostojni verziji Volkswagna.
S širitvijo Volkswagen skupine, Audi (v 70-ih), SEAT (v 80-ih) in Škoda (v 90-ih) se je osnova Pola uporabila v drugih modelih.
Serija Polo III je svojo osnovo delil z SEAT Ibizo serije II. Ibiza je bila proizvedena pred Polotom, vendar je vsebovala osnove mehanike, notranjega izgleda in delov Polota. Samo telo obeh avtov pa je dobilo čisto svoj izgled. Polo limuzina in karavan serije Polo III sta prenovljen  SEAT Córdoba model, ki ni imel nobeno značilnost Polota. SEAT Inca and Volkswagen Caddy sta bila tudi v osnovi povzeta iz istega modela. Volkswagen Lupo and SEAT Arosa sta povzeta po krajši različici Polo serije III osnove.
Polo serije IV je nadaljeval ta trend deljenja osnove z SEAT Ibiza serije III in Škodo Fabia serije I in II, ki imata isto osnove in v več primerih tudi isti motor.
Polo serija V je izdelan z novo osnovo imenovano PQ25, ki je tudi uporabljena v SEAT Ibiza seriji IV izdelani leta 2008 in bo uporabljena tudi v prihajajoči seriji Audi A1.

## Oblika
Prvi Poloti so bili kombilimuzine, kjer je limuzina bila označena kot Volkswagen Derby
Z prihodom Polo serija II modela je bila serija limuzin preimenovana v Volkswagen Polo Classic in kombilimuzine so preimenovali v coupé (Volkswagen Polo Coupé). Po navadi so bile kombilimuzine Polo v konceptu bliže karavanom. Bila je tako popularna, da je bila ena izmed najbolj prodajanih različic (v državah, kjer so prodajali Polote).
Od serije Polo III je oblika ostala tradicionalna, vključno z nedvoumno limuzino, kombilimuzine in karavan različico.

### Povzetek oblike
- 3-vratni kombilimuzine (vse različice) – Polo serija II in IIF sta bila na voljo s posebno 3-vratno obliko kombilimuzine, ena izmed njih je bila označena kot coupé
- 2-vratna limuzina (Serija I, IF, II, IIF)
- 4-vratna limuzina (Serija III, IIIF)
- 5-vratna kombilimuzin (Serija III, IIIF, IV, IVF)
- 5-vratna karavan (Serija III, IIF)
- 5-vratna terenec/enoprostorec, (2WD) kombilimuzine (Serija IV, IVF)

## Mehanska postavitev
Polo je kompakten avto s tradicionalno predaj nameščenim motorjem in pogonom na sprednja kolesa. Polo serije I je bil izdelan s štiri-celindrim motorjem med tem ko je bila serija Polo II bila možna z dizelskim motorjem. Vendar serije II ni bilo mogoče kupiti na vseh tržiščih vse do serije III. Ta rang je vključeval tri ali štiri celinderske motorje z bencinskim ali dizelskim motorjem.
Začetne verzije so imele štiri stopenjski menjalnik med tem ko današnji obstajajo s pet stopenjskim menjalnikom ali štiri stopenjskim avtomatskim menjalnikom. Vzmetenje na vseh modelih uporablja neodvisne MacPherson strut sprednje vzmetenje in Twist-beam zadnje vzmetenje. Večina modelov uporablja diskovne zavore na sprednjih kolesih in bobne za zadnje zavore. 

## Polo serija I (Tip 86, 1975–1979)
Prva generacija Polo-tov, različica Audi-ja 50 je bila predstavljena leta 1975 in so jo izdelovali do leta 1981. Do leta 1979 so proizvedli 500,000 Polo-tov po celem svetu. Svoj tip 86 je delil z Audi 50.
Razlike med Audi in Wolkwagen so bile majhne. Polo je bil cenejši in veliko bol osnoven. Bila sta v prodaji sočasno ampak se Audi 50 nikoli ni dobro prodajal in so ga umaknili iz prodaja leta 1978. Polo-te so izdelovali v Volkswagnovi tovarni v Wolfsburg-u.
Avto je bil na voljo z naslednjimi motorji:
- 895 kubičnim motorjem, bencin
- 1093 kubičnim motorjem,bencin (37 kilovatnih moči)
- 1271 kubičnim motorjem, bencin (Polo GT)

Različni načini kompresije so bili uporabljeni da so dosegali različne moči. Način kompresiranje je pa bil odvisen od tržišča kje so ga uporabljali in je mel razpon med 26 do 44 kilowatnih moči.

### Polo serija IF (1979–1981)
Polo serija I in Derby sta dobila prenovo leta 1979. Ponekod omenjena tudi kot serija IF, ki je imela plastične odbijače, drugačno sprednjo masko in drugače oblikovano armaturno ploščo. Okrogle sprednje loči so zamenjali z oglatimi in so bile bolj podobne (vendar večje) kot Golfove.

## Polo serija II (Tip 86C, 1981–1990)
Polo serija II (ali »Tip 86C«) je bil predstavljen Oktobra leta 1981 s predstavitvijo tretje oblike, ki je imela stopničasto (skoraj vertikalno) zadnjo
šipo, za razliko od serije I, ki je imela diagonalno oblikovano zadnjo šipo. Te dve oblike so imenovali »karavan« ( na nekaterih tržiščih) ali
kupe, čeprav sta bili obe obliki tri-vratni »kombilimuzina« in izraza »karavan« na nekaterih tržiščih sploh niso uporabljali, ker je bila osnova 
"Volkswagen Polo« že sama dovolj in ni potrebovala dodatne oznake. Verzijo limuzina so sedaj imenovali »Polo Classic« in Derby je s tem tonil v pozabo.
Proizvodnjo so preselili v Španijo v sredini 80-let, ko se Volkswagen prevzel SEAT. Leta 1983 so izdelali 1.000.000 Polov. Številka se je podvojila
leta 1986.
Svoj prostor je dopolnil s svojo mini obliko med 'Austin Metro', 'Ford Fiesta' in 'Citroen Visa' vozili. Čeprav je bil majhen je še vseeno 
bil največji v svojem razredu. Volkswagen-ova pozicija na trgu ga pa je dvignila cenovno v višji razred z 'Ford Escort' , 'Vauxhall Astra' in 'Opel Kadett'.
Polo serije II je bil intenzivno uporabljen s strani Volkswagna za uvajanje novih inovacij kot na primer 40mm G-Lader v GT G40 verziji. 60mm G-lader je bil pozneje razvit za tehnološko bolj izpopolnjen G60 motor, ki je bil uporabljen v Golfu in Corradu.
Gorivno učinkovit 2-valjni dizel motor je bil predstavljen kot prototip v sredini 1980. Z G40 turbo motorjem je presegel pričakovanja na njegovo velikost vendar nikoli ni prišel v globalno izdelavo. Visoko gorivno učinkovit model, ki tudi ni prišel v izdelavo je bil Formel E (E kot ekonomičen) predstavljen leta 1983. Ta je uporabljal visoko kompresijski 1272cc motor z visokim prestavnim razmerjem in kot prvi s start-stop vžigalnim sistemom (američani so ga poimenovali »SSA«), ki je motor ugasnil po dveh sekundah mirovanja, da bi privarčeval na gorivu. Ta sistem so pozneje uporabili v Golf seriji III in druge variacije drugih avtomobilskih gigantov.
Polo serije II je bil popularen v Veliki Britaniji in je bil konkurenca takratnim Peugeot-u 205, Fiat Uno-tu in Nissan Micr-i. Njegovo zanesljivost so uvrščali med najvišje avte tisto dobo. 
Avto je bil na voljo z naslednjimi motorji:
- 1093 kubičnim motorjem - 4 valjni motor, bencin (1981–1983)
- 1272 kubičnim motorjem - 4 valjni motor, bencin (1981–)
- 1043 kubičnim motorjem - 4 valjni motor, bencin (1983–)
- 1272 kubičnim motorjem - 4 valjni motor, bencin  z vbrizgalko bencina (1983–) GT
- 1272 kubičnim motorjem - 4 valjni motor, bencin, turbo 113 PS (83 kW) ( G40 verzija samo leta 1987)
- 1.3 L, 4 stopenjski menjalnik, dizel (1986–)
- 1.4 L, 4 stopenjski menjalnik, dizel (1990–)

### Polo serija IIF (1990–1994)
Polo serija IIF (ponekod poznan pod imenom »serija 3«)je bila izboljšana serija II, prav tako je dobila novo podobo s kvadratnimi sprednjimi lučmi, večjimi zadnjimi in drugačnimi lučmi, večjimi odbijači in novo podobo notranjosti. Na voljo je bil v treh  različnih oblikah karoserije. Imel je tudi kozmetične raznolikosti in spremembe na podvozju kot so vzmeti in zavorni sistem. Še vedno je ime 4-valjni motor in po novem tudi 1 litrski vbrizgalnik. Imel je tudi novi katalizator, katerega je predpisala Evropska unija kot standard zaradi emisij izpušnih plinov. Proizvajali so jih v Španiji vse do leta 1992.
Vse od začetka proizvodnje je najmočnejša verzija Pola bila Polo GT. Ta verzija je imela vbrizganje goriva na več mestih in 1272 kubični motor, ki je proizvedel 75 konjskih moči (56 kilovatnih moči) in je imel končno hitrost 172 kilometrov na uro. Čas v katerem je iz 0 dosegel 100 kilometrov na uro se je gibal pri 11.1 sekunde. Polo GT je imel rdeče cevke v odbijačih, črne režijske krpe, merilnik vrtljajev in rdečo »GT« značko na maski. Ta model je nasledil verzijo G40, ki je bila narejena v Maju 1991 in si je priborila naslov najmočnejšega Polo-ta v tistem času. Squareback GT je bil opuščen v letu 1992 zaradi slabe prodaje v primerjavi s kupe verzijo.
Kmalu po začetku izdelave serije IIF, so izdelal drugi športni model Nova različica s polnilnikom G40, zdaj kot celoti model proizvodnje na vseh trgih in ne kot omejene serije II G40s. Tako kot pri prejšnjem modelu je Volkswagen Motorsport naredil spremembe na G40 Cup verziji in avtomobili so bili prodani za dirke kot enkratna serija za Volkswagen Polo G40 Cup. Lastnostmi, ki določajo G40 od drugih modelov Polo-ta v času (na vrhu GT) vključuje »čebelje-želo« zraka, BBS navzkrižno-kraka lita platišča, Le Mans notranja oprema in spredaj ter zadaj rdeča »G40« značka.

## Polo serija III (Typ 6N, 1994–1999)
Serija III ali tip 6N (včasih navedena tudi kot »serija 4«, ki ga poimenovali navdušenci), se je pojavil leta 1994, [1] [7] in je bil povsem nov model (na novo podvozje), na voljo kot 3 in 5-vratna različica. Svojo platformo je delil z SEAT Ibiza serije 2. Ta platforma dejansko uporablja ista tla kot Volkswagen Golf serija III (množico mehanskih delov in vsi sestavni deli vzmetenja so zamenljivi med tremi modeli). Čeprav armaturno ploščo in število mehanskih komponent, vključno z motorji, so skupni z Seat Ibiza. Navzven sta ta dva avtomobila različna in si ne delita iste karoserije.
Limuzina in kombilimuzina različice serije III so bile v glavnem predelane SEAT Córdobe, ki so se začele proizvajat leto prej. Interno znane v Volkswagen-u kot tip 6KV, in so imele skupne karoserije s SEAT modelom in ne toliko kombilimuzine modela Polo. Z nekaj kozmetičnimi spremembami kot so novi sprednji in zadnji odbijači in luči. Volkswagen Caddy 9K ima tudi isto platformo in izgled, kot 6KV modeli.
Volkswagen Lupo in Seat Arosa mestna avtomobila temeljita na skrajšani različici tipa 6N platforme in imata veliko skupnih sestavnih delov.
Avto je bil na voljo z naslednjimi motorji:
- 1043 kubičnim motorjem, 4-valjni motor, bencin, 45 KM (33 kW, 44 KM) (1995-1997)
- 1272 kubičnim motorjem, 4-valjni motor, bencin, 55 KM (40 kW, 54 KM) (1995-1996)
- 1,6 L, 4-valjni motor, bencin, 75 KM (55 kW, 74 KM)
- 1,4 L, 4-valjni motor, 16 ventilov, bencin, 100 KM (74 kW, 99 KM) (oznaka motorja - AFH)
- 1,4 L, 4-valjni motor, bencin, 60 KM (44 kW, 59 KM) (1996 -)
- 999 kubičnim motorjem, 4-valjni motor bencin, 50 KM (37 kW, 49 KM) - popolnoma novo aluminijasto ohišje, večtočkovno vbrizgavanje (1997 -)
- 1,6 L, 4-valjni motor, 16 ventilov, bencin, 120 KM (88 kW, 120 KM) (samo LHD evropskega GTI modela )
- 1,6 L, 4-valjni motor, bencin, 100 KM (74 kW, 99 KM) (6K limuzina in kombilimuzina)
- 1,6 L, 4-valjni motor, bencin, 75 KM (55 kW, 74 KM) (6K limuzina in kombilimuzina)
- 1,9 L, 4-valjni motor, dizel, 64 PS (47 kW, 63 KM)

### Polo serija III »prenovljena verzija«(Typ 6N2, 2000–2002)
Prenovljena verzija serije III ali faze II (ali tip 6N2, včasih napačno v besedilu označen kot serija IIIF ali »serija 5«) je izšla leta 2000. Kombilimuzina modeli pokažejo posodobitve stila vključno z novimi žarometi in odbijači in popolnoma nove notranjostjo,ki temelji na seriji Lupo. Čeprav je bil avto po videzu podoben seriji III, Volkswagen trdil, da je 70% sestavnih delov novih. Karoserije je bila v celoti pocinkana in toga, vendar ne v celoti preoblikovana, čeprav so bile nekatere plošče spremenili. Dve zračni blazini so bile standard. Limuzina in kombilimuzina različici sta prejeli novo notranjost, vendar ne v celoti zunanje prenove. Poleg tega je bil 3-valjni motor TDI 1,4 uveden za 3 in 5-vrat kombilimuzino kot tudi za 1,6 16-ventilov GTI različico. Serija IIIF Polo Classic se še vedno prodaja v Mehiki in Argentini. V Mehiki je znan kot Derby različica. 
Obe različici serije III Polo so bile količinsko veliko prodane v Veliki Britaniji, nikoli pa povsem ni ujela vodilnih na trgu, kot so Ford Fiesta in Vauxhall Corsa. Bil pa je močen konkurent za enaki Fiat Punto in Nissan Micra. V času svojega obstoja, je bil nedvomno najboljši mali avtomobil na prodaj v Veliki Britaniji v smislu kakovosti izdelave in kakovostnega občutka uporabnika. Nekaj, kar je vidno manjkalo pri Citroen Saxo in Peugeot 106. Do konca izdelave serije III je veliko njegovih konkurentov ujelo in celo preseglo standarde. 1,4 TDI je bil najbolje sprejet v območju zaradi svoje zanesljivosti, porabo goriva, in relativne moči za majhen motor. 
Nagrade:
- 1999 Used Car Buyer »Greatest Used Car Buy Awards« – Najbolj ekonomičen avto
- 1998 Top Gear Magazine »Top Cars« – Najbolši supermini
- 1997 Auto Express »New Car Honours« – Najbolši Supermini
- 1997 »Complete Car of the Year Awards« – Najbolši Supermini
- 1995 Which? Magazine »Best Buys« – Najbolši Supermini
- 1996 Semperit Irski avto leta
- 1995 What Car? – Avto leta

### Polo Playa (1996–2002)
Volkswagen Polo Playa je bil model za južnoafriški trg. Bil je prodan namesto Evropskega Polo-ta serije III od leta 1996 do leta 2002 in je bil dejansko SEAT Ibiza serija II z Volkswagnovim logotipom. Leta 2002 je bil Polo serije IV sprejet v Južni Afriki in ločen model Polo Playa je bil ukinjen.

## Polo serija IV (tip 9N, 2002–2005)
Predstavljen septembra 2001, popolnoma nov serije IV (ali tip 9N, včasih pomotoma izpostavljen kot »serija 6«) je bil model, ki so dali naprodaj v začetku leta 2002. Platformo si deli z SEAT Ibiza serija 3, Škoda Fabia serija 1 in Škoda Fabia serija 2. Avtomobil popolnoma nov v primerjavi s serijo III in IIIF in nosi več strukturnih podobnosti in s tem spominja bolj na tip 6KV kot na tip 6N. Navzven najbolj
prepoznavna sprememba je uporaba okroglih žarometov, ki so podobni Lupo-tovim.
Avto je bil na voljo z naslednjimi motorji:
- 1,2 L ,3-valjni, bencinski, 6-ventilov, 55 PS (40 kW)
- 1,2 L ,3-valjni, 12-ventilski ,bencinski, 65 KM (47 kW)
- 1,4 L ,4-valjni, 16 ventilov, bencin, 75 PS (55 kW)
- 1,4 L ,4-valjni, 16-ventilski, bencinski, gorivo »enotočkovno-vbrizganje« , 86 PS (62 kW) (FSI-imenovan model)
- 1,4 L ,4-valjni, 16-ventilov, bencin, 100 KM (74 kW) (16V-imenovan model).
- 1,4 L ,3-valjni, TDI, 75 KM (55 kW).
- 1,9 L ,4-valjni, SDI, 64 KM (47 kW)
- 1,9 L ,4-valjni, TDI PD, 100 KM (74 kW)
- 1,9 L ,4-valjni, TDI PD, 130 PS (96 kW) (samo GT model).
- 1,6 L ,4-valjni, 8 ventilov, bencin, 101 KM (74 kW, 100 KM), litega železa blok, zelo kratki ročni menjalnik (Brazilski / južnoafriški trg)
- 2,0 L ,4-valjni, 8 ventilov, bencin, 115 KM (85 kW, 113 KM), litega železa blok, zelo kratki ročni menjalnik (Brazilski / južnoafriški trg)

Dimenzije:
- Dolžina: 3897 mm
- Širina: 1650 mm
- Višina: 1465 mm
- Medosna razdalja: 2460 mm

Volkswagen Racing je z S1600 Polo-tom v prvenstvo leta 2003 na Junior World Rally zmagala v Turškem delu. S1600(S-super) razvije 165 kW/215 in ima pogon na sprednja kolesa
Ta različica Polo je bil mešan uspeh v Veliki Britaniji. Prodajal se je razmeroma dobro (čeprav ne tako dobro kot nekaj prejšnjih različic Polo-ta), vendar več raziskav zadovoljstva strank z visokim profilom avtomobilističnih revij, kot so Top Gear je Polo-ta zelo nizko ocenila. 2005 je v raziskavi Top Gear dala naziv Polo-tu kot tretji najslabši ki izpolnjuje lastnosti supermini-ja. Za njim sta bila samo Fiat Punto in Rover 25, ki sta prejela slabši oceni. Polo je padel za večino njegovih ključnih tekmecev in sicer Ford Fiesta, Vauxhall Corsa, Citroen C3 in Peugeot 206.

### Polo Fun / Polo Dune / Polo Soho
Nastala je tudi crossover SUV različico Polo-ta, ki je bila podobna Rover Streetwise, z »off-road« stilom, imenovan Polo Fun (Polo Dune v Veliki Britaniji, Polo Soho v Španiji). Kljub svojemu videzu avtomobilov ni nikoli bila na voljo s štirikolesnim pogonom. Limuzina, imenovana 
Polo Classic, je bila proizvedena v Braziliji, Južni Afriki in na Kitajskem in bila izvažena v ostale države Latinske Amerike in Avstralijo.
Polo Classic za avstralski trg, ki je izviral iz Kitajske, zaradi česar je prvi kitajsko zgrajen avtomobil,ki se izvažal v tujo državo.

### Polo Mark IV »prenovljena verzija«(Typ 9N3, 2005–2009)
Leta 2005 je serija IV dobila prenovo. Opremljena je bila z deli po navdihu večjega Passata, ki je v enem kosu imela prednje, zadnje luči in različne lopute. Ta prenovljen model je uradno znan kot serija IV faza II ali tip 9N3 in včasih napačno označena kot serija IVF ali »serija 7«. Oblikovan s strani Walterja de'Silva iz Velike Britanije. Serija IVF je na voljo v sedmih različnih močnih ravneh, od osnovnega modela Polo E do Polo GTI. Motorni razpon je za serijo IV naslednji:
- 1598 kubičnim motorjem, 4-valjni motor, 16-ventilov, bencin, 77 kW (105 PS; 103 KM)
- 1781 kubičnim motorjem, 4-valjni turbo motor, 20 ventilov, bencin, 150 PS (Polo GTI samo pri nekaterih modelih) - posebna GTI Cup verzija z 180 PS
- 1422 kubičnim motorjem, 3-valjni motor, 70 in 80 PS (51 in 59 kW) TDI
- 1896 kubičnim motorjem, 4-valjni motor, 100 in 130 PS (74 in 96 kW) TDI
- 1984 kubičnim motorjem, 4-valjni motor, 8 ventilov, bencin, 116 KM (85 kW) (južnoafriški trg)
- 1,6 L, 4-valjni motor, 8 ventil, FlexFuel, 101 PS (bencin) / 103 KM (etanol), lito železni blok, zelo kratko prestavno razmerje (za brazilski trg)
- 2,0 L, 4-valjni motor, 8 ventil, bencin, 115 KM (85 kW, 113 KM), lito železni blok, zelo kratko prestavno razmerje (za brazilski trg)

Dimenzija:
- Dolžina: 3926 mm
- Širina: 1650 mm
- Višina: 1465 mm
- Medosna razdalja: 2460 mm

### Polo Vivo
Dne 11. marca 2010 je Volkswagen Južna Afrika napovedal, da se bo Volkswagen Citi Golf nadomestil z različico serije 4 Pola in sicer imenovan Polo Vivo. Na voljo je z 1,4 L in 1,6 L motorjem.

### CrossPolo
Mini terenec (a žal še vedno pogon na dve kolesi) CrossPolo različica serije IVF je pripravljena kot naslednik Polo Fun-a.

### Polo BlueMotion
Leta 2007 je Volkswagen premierno predstavil svoj avtomobil na BlueMotion območju s poudarkom na nižje emisije in visoki izkoristek porabe goriva. Prvi avtomobil Volkswagen-a v okviru območja BlueMotion je spremenjena 1,4-litrska TDI verzija Polo-ta z večjim prestavnim razmerjem, aerodinamičnimi spremembami in lahkimi zlitinami s pnevmatikami z nizkim kotalnim odporom. Končni rezultat je avtomobil, ki omogoča zmanjšati emisije na manj kot 100g/km CO2-ja . Volkswagen namerava uporabiti platformo, ki jo Polo BlueMotion uporablja na drugih območjih, ki vključujejo Volkswagen Golf in Volkswagen Passat.

## Polo serija V (Typ 6R, 2009–2017)
Volkswagen je novico o izdelovanju pete generacije Polo-ta (notranje imenovan tip 6R) povedal na avtomobilskem salonu v Ženevi marca 2009. Prvič v zgodovini Polo-ta, je bil avto nominiran za evropski avto leta za leto 2010. Polo je bil razglašen za 2010 World Car of the Year v New York International Auto Show v aprilu 2010. Prav tako je osvojil What Car? 2010 supermini Car of the Year. 
Svojo platformo deli z 2008 seatom Ibizo serije 4 in prihajajočim Audi A1. Proizvodnja za trg v Veliki Britaniji se je začela poleti 2009 in s prvimi dostavami v oktobru 2009. Uradne slike kažejo, da novi Polo sledi stilu po navdihu Golfa 6.
Polo serija V je 36 mm daljša, 32 mm širša in 13 mm nižja na cesti, kot prejšnje generacije Pola. Kabinska prostornost se je povečala za 10 litrov na 280 litrov prostora za shranjevanje, s 952 litrov prostora s sedeži zloženimi. Avtomobil je 7,5% lažji od svojega predhodnika. Polo ima thorax zračne blazine in je dobil pet zvezdic Euro NCAP crash rating rating. Motorji so navedeni kot:
- 1,2 L, 3 valjni, bencin, 60 KM (44 kW, 59 KM) ali 70 PS (51 kW, 69 KM); učinkovitost: 5.5L/100 km (trdijo)
- 1,2 L TSI, s turbopolnilnikom, 4 valjni, bencinski, 105 KM (77 kW, 104 KM)
- 1,4 L, 4 valjni, bencin, 85 KM (63 kW, 84 KM); učinkovitost: 5,9 L/100 km (trdiljo) - primerno za bencin slabše kvalitete
- 1,6 L TDI, 4 valjni, turbo, dizelski, s skupnim vodom, 75 PS (55 kW, 74 KM); učinkovitost: 4.2L/100 km (trdijo), 109 g / km CO2
- 1,6 L TDI, 4 valjni, turbo, dizelski, s skupnim vodom, 90 PS (66 kW, 89 KM); učinkovitost: 3.8L/100 km (trdiljo), 96 g / km CO2 (BlueMotion)
- 1,6 L TDI, 4 valjni, turbo, dizelski, s skupnim vodom, 90 PS (66 kW, 89 KM)
- 1,6 L TDI, 4 valjni, turbo, dizelski, s skupnim vodom, 105 PS (77 kW, 104 KM); učinkovitost: 4.2L/100 km (trdil), 109 g / km CO2

GTI (1,4 L TSI 180 KM z DSG) in BlueMotion (z 1,2 L TDI 3 valjni motor s 75 KM) različice Polo so bile prav tako ponujene. Polo naslednje generacije bo na voljo tudi v Severni Ameriki. Kot je pri Volkswagen videti želijo dodati kompaktno vozilo na to tržišče.

### CrossPolo
V juniju 2010 je Volkswagen predstavil izdajo CrossPola v letu 2011 in je četrti član družine majhnih avtomobilov. Izdaja leta 2011 bo na voljo v bencinskem in treh dizelskih motorjih, ki vsi izpolnjujejo standard Euro 5.